# 아네타 키스
아네타 키스(Anetta Keys, 1983년 11월 18일 ~ )는 체코의 포르노 배우이다.